# SuperSport (canal de TV sul-africano)
SuperSport ou simplesmente SS é um conjunto de canais desportivos (esportivos) pertencentes a Dstv, distribuidora de Tv por satélite da África Austral, sediada na África do Sul, é filial da Sky Sports da Inglaterra.

## Canais[1]
Em Inglês: Super Sport 1, 2, 3, 4, 5, 6, 7,8,  9, 3N, 5N, 7N, 3A, 5A Select 1, Select 2, Blitz.
Em Português: Super Sport Máximo 1, 2, 3 e 360
Em HD: Super Sport HD 1, 2, 3, 4, 5, 6, 7
Obs: todos os canais têm uma segunda opção de língua dependendo do evento desportivo.

## Coberturas[3]
Além de cobrir eventos locais africanos, também cobre eventos de grande renome mundial, como a Liga Inglesa de Futebol, espanhola,  F1, Moto gp, SBK, Boxe e entre outros

### Géneros
Futebol: liga inglesa,  espanhola ,taça da liga inglesa ,taça da inglaterra ,taça da alemanha ,final da taça do rei ,supertaça europeia ,liga dos campeões, liga Europa...
Basquetebol: NBA, BAI Básquete (Angola), Euroliga, Nigerian Baskteball ...
Motociclismo: F1, Moto GP, SBK, SuperSport ...
Atletismo: Diamonds League, maratonas ...
Lutas: TNA IMPACT, EFC Africa, Boxe ...
Ciclismo: Tour de france, Volta a Spaña, Giro d´Italia
Golf: American Open, Europa tour ...
Ténis: Wimbledon, Roland Garros, US Open, Australian Open ...
Jogos Olímpicos e Mundiais
Fontes: <www.dstv.com>